# Aleksandar Tonew
Aleksandar Tonew (* 2. Februar 1990 in Elin Pelin) ist ein ehemaliger bulgarischer Fußballspieler.

## Vereinskarriere
Tonew begann seine Karriere in der Jugendmannschaft von ZSKA Sofia, von wo er 2007 in die erste Mannschaft geholt wurde. Sein Debüt in der höchsten bulgarischen Spielklasse gab Tonew eine Saison später. Im Spiel gegen Belasiza Petritsch am 10. August 2008 wurde er in der 90. Minute ausgewechselt. Das Spiel wurde 1:0 gewonnen. In dieser Saison kam er auf weitere 16 Einsätze und erzielte gegen Wichren Sandanski einen Doppelpack. ZSKA wurde am Ende der Saison Vizemeister.
In der Folgesaison spielte er leihweise beim OFK Sliwen 2000, wo er auf 23 Einsätze und einen Treffer kam. Mit Platz 13 konnte der OFK den Abstieg um fünf Punkte verhindern. Daraufhin kehrte er nach Sofia zurück und gab sein Debüt auf europäischer Klubebene. Im Spiel der 3. Qualifikationsrunde zur Europa League gegen den Vertreter aus Nordirland Cliftonville FC am 27. Juli 2010 war der offensive Mittelfeldspieler bis zur 70. Minute auf dem Platz. Das Spiel wurde 3:0 gewonnen.
Von 2011 bis 2013 stand er beim polnischen Erstligisten Lech Posen unter Vertrag.
Am 7. Juni 2013 wurde bekannt gegeben, dass Tonew ab der Saison 2013/2014 im Kader von Aston Villa steht. Nach 17 Einsätzen wechselte er auf Leihbasis zu Celtic Glasgow. In der Folge schloss er sich dem italienischen Erstligisten Frosinone Calcio an, mit dem er aus der Serie A abstieg. Tonew wechselte deshalb zum Aufsteiger FC Crotone, mit dem er den Klassenerhalt schaffte.
Im Februar 2018 wurde sein Vertrag aufgelöst. Er spielte noch eine Saison für Plowdiw, dann beendete er seine Laufbahn.

## Nationalmannschaft
Aleksandar Tonew spielte in diversen Jugendnationalmannschaften Bulgariens. Am 11. Oktober 2011 debütierte er bei einem Freundschaftsspiel gegen Wales für die Bulgarische Fußballnationalmannschaft (0:1). Er absolvierte 28 A-Länderspiele für Bulgarien.

## Erfolge
- Bulgarische Meisterschaft (2008)
- Bulgarischer Pokalsieger (2011)
- Bulgarischer Supercupsieger (2008)
- Bester Nachwuchsspieler der Bulgarischen Liga (2011)
- Schottischer Meister: 2015
- Schottischer Ligapokal: 2015